# Список умерших в 1821 году
В этой статье представлен список известных людей, умерших в 1821 году.
- См. также: Категория:Умершие в 1821 году

## Февраль
- 23 февраля — Джон Китс, английский поэт (род. 1795).

## Март
- 13 марта — Джон Хантер, (83) британский военный моряк, Вице-адмирал, колониальный администратор, второй губернатор Нового Южного Уэльса (Австралия).

## Апрель
- 11 апреля — Иосиф Беер, (57) австрийский медик, офтальмолог, педагог и медицинский писатель.

## Май
- 5 мая, в субботу, в 17 часов 49 минут, на острове Святой Елены, будучи пленником англичан, умер Наполеон Бонапарт.

## Июнь
- 20 июня — Изидор Вейс, виленский художник-гравёр, издатель, профессор Виленского университета (род. 1774 год).

## Июль

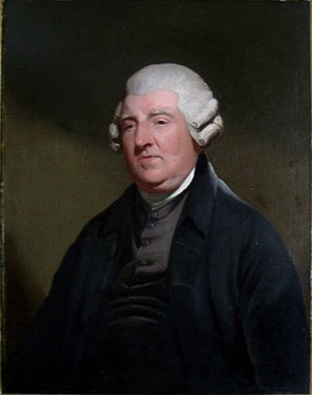
Петер Доллонд

- 2 июля — Петер Доллонд, английский бизнесмен, производитель оптических систем, изобретатель апохромат (род. 1731).

## Август
- 7 августа — Каролина Брауншвейгская — супруга короля Великобритании, Ирландии и Ганновера Георга IV.

## Сентябрь
- 4 сентября — Хосе Мигель Каррера (Jose Miguel Carrera), президент Чили в 1811—1814 годах (род. 1785).
- 25 августа (6 сентября) — Бугров, Александр (?—1821) — российский математик. Самоубийство.

## Октябрь
- 29 октября — Михаил Васильевич Милонов, русский поэт (род. 1792).